# Parafia Podwyższenia Krzyża Świętego w Kłodzie Górowskiej
Parafia Podwyższenia Krzyża Świętego w Kłodzie Górowskiej – znajduje się w dekanacie Góra wschód w archidiecezji wrocławskiej. Erygowana w 1992 roku.
Obsługiwana przez księży archidiecezjalnych. Jej proboszczem jest ks. mgr Stanisław Orłowski Kan. hon. Kap. Koleg.

## Parafialne księgi metrykalne
| Księgi metrykalne | Okres ewidencji |
| ----------------- | --------------- |
| chrztów           | 1992 -          |
| ślubów            | 1992 -          |
| zgonów            | 1992 -          |